# Хайду
Хайду на гръцки: Χαϊντού е защитена местност в Централни Родопи, Северна Гърция.

## Описание
Хайду е разположена на границата между Тракия (областна единица Ксанти) и Македония (областна единица Драма), край българогръцката граница и представлява част от планинския дял Кушлар в Централните Родопи. Носи името на връх Хайду, на гръцки: Χαϊντού или Δρυμός, 1608 m.
Горският масив на Хайду или Дримос (Гората) отстои на 5 km североизточно от с. Хамидие (Λειβαδίτης, Ливадитис), по западните склонове на рида Цигла на територията на бившето село Палиохори.
Гората на Хайду се състои от столетни букови дървета, които достигат височина до 30 метра, както и от бор, ела, смърч и др. В планината расте ендемичният жълт родопски крем (Lilium Rhodopeum). Животинският свят на Хайду включва мечката и благородния елен, вълка, дивата свиня и редки птици, между които черният щъркел и глухаря. През 1980 г. част от гората на Хайду (гората в района на Цигла на гръцки: Τσίχλας е била обявена за „Природен паметник“ и има характер на защитена територия. От склоновете на планината извират много потоци и малки реки, в чиито води се въди пъстърва.
От източните склонове на Хайду извира река Косинтос на гръцки: Κόσυνθος, а от западните склонове - река Мечик река (Аркудорема) на гръцки: Αρκουδόρεμα, която е приток на Места.